# Home Farm FC
Home Farm FC is een Ierse amateurvoetbalclub uit Whitehall, Dublin.
De club is een van Ierlands bekendste en meest gerespecteerde jeugdclubs. Veel talent wordt in deze club gekweekt die later profvoetballer worden.
In 1972 fuseerde de club met Drumcondra FC, dat van 1928 tot 1972 onafgebroken in de hoogste klasse speelde en in de schulden zat. De club had echter niet veel supporters en kon overleven door de spelers die uit het jeugdsysteem werden gerekruteerd. Tot 1989 speelde de club in Tolka Park alvorens te verhuizen naar Whitehall.
De grootste triomf van de club was de overwinning van de FAI Cup in 1975 tegen Shelbourne FC. Het volgende seizoen mocht de club Europees spelen, thuis hield de club RC Lens in bedwang (1-1) maar in Frankrijk verloor de club met zware 6-0 cijfers.
Tussen 1995 en 1999 speelde de club als Home Farm Everton omdat het Engelse Everton FC aandelen in de club had. In 1999 nam Ronan Seery de club over en veranderde de naam in Home Farm Fingal en in 2001 in Dublin City FC dat in 2006 de boeken neerlegde.
Home Farm bleef echter verder bestaan en heeft ook nog een senior team dat in de Leinster Senior League speelt.

## Erelijst
- FAI Cup
  - 1975

## Home Farm in Europa
#R = #ronde, T/U = Thuis/Uit, W = Wedstrijd, PUC = punten UEFA coëfficiënten .
Uitslagen vanuit gezichtspunt Home Farm FC
| Seizoen | Competitie   | Ronde | Land               | Club    | Totaalscore | 1e W    | 2e W    | PUC |
| ------- | ------------ | ----- | ------------------ | ------- | ----------- | ------- | ------- | --- |
| 1975/76 | Europacup II | 1R    | Vlag van Frankrijk | RC Lens | 1-7         | 1-1 (T) | 0-6 (U) | 1.0 |

Totaal aantal punten voor UEFA coëfficiënten: 1.0